# En gång i tiden
En gång i tiden är det andra studioalbumet av Benjamin Ingrosso och det första albumet på svenska. Albumet släpptes i två delar, 15 januari 2021 samt 16 april 2021 för att sedan släppas som ett fullängdsalbum 22 oktober 2021. Sommaren 2020 medverkade Ingrosso i musik- och underhållningsprogrammet Så mycket bättre tillsammans med bland andra Tommy Körberg, Lisa Nilsson och Markus Krunegård. Ingrosso berättade att han hade skrotat sin engelska platta som ursprungligen skulle släppas samma år. Istället hade han skrivit en svensk platta och berättade att som liten var hans stora idoler Orup, Ted Gärdestad och Lisa Nilsson. Under programmet tolkade Ingrosso fyra låtar, varav tre var på svenska. Ingrosso tolkade Lisa Nilssons Långsamt farväl, Silvana Imams Tänd alla ljus och Tommy Körbergs Judy min vän.

## En gång i tiden del 1
I En gång i tiden del 1 berättade Ingrosso om att han var inspirerad av 1990-talets svenska pop och artister som Mauro Scocco, Orup, Eva Dahlgren och Lisa Nilsson. Låtarna handlar om livet, vänskap och kärlek. Sista låten på plattan, "Flickan på min gata" var inspirerad av Ted Gärdestad och Ingrosso skrev låten som 13åring tillsammans med sin morbror Niclas Wahlgren. Låten producerades av Anders Glenmark och Ingrosso hintade om att det skulle komma mer musik. Låten Längst inne i mitt huvud gjorde Ingrosso tillsammans med Hampus Lindvall i programmet Helt lyriskt och var inspirerad av Barbro Lindgrens dikt Längst inne i mitt huvud.

## Låtlista
| Nr.        | Title                                | Låtskrivare                                                                             | Producent                               | Längd |
| ---------- | ------------------------------------ | --------------------------------------------------------------------------------------- | --------------------------------------- | ----- |
| 1.         | "Känns som att livet börjar hända"   | - Aron Bergerwall - Benjamin Ingrosso - Tobias Bergerwall - Wilhelm Börjesson           | - Aron WyMe - Ingrosso                  | 3:11  |
| 2.         | "Barnasinnet"                        | Ingrosso                                                                                | - Ingrosso - Sebastian Atas             | 3:26  |
| 3.         | "Tänd alla ljus"                     | - Charlie Bernardo Kågell - Isak Bornebusch Alverus - Leslie Kocuvie-Tay - Silvana Imam | - Ingrosso - Robert Habolin             | 3:02  |
| 4.         | "Vad skulle hända om vi försvann..?" | - Ingrosso - Sebastian Atas - Victor Sjöström - Viktor Broberg                          | - Ingrosso - Atas - Sjöström - Broberg  | 2:24  |
| 5.         | "Se men inte röra"                   | - Ingrosso - Robert Habolin                                                             | - Ingrosso - Habolin                    | 2:52  |
| 6.         | "Längst inne i mitt huvud"           | - Ingrosso - Barbro Lindgren - Hampus Lindvall                                          | - Ingrosso - Lindvall                   | 2:41  |
| 7.         | "Långsamt farväl"                    | Mauro Scocco                                                                            | - Ingrosso - Habolin - Stefan Olsson    | 3:05  |
| 8.         | "Flickan på min gata"                | - Ingrosso - Niclas Wahlgren                                                            | - Anders Glenmark - Ingrosso - Lindvall | 2:55  |
| Totallängd | Totallängd                           | Totallängd                                                                              | Totallängd                              | 23:36 |

## En gång i tiden del 2
En gång i tiden del 2 släpptes 16 april 2021 och nu var Ingrosso inspirerad av 1970-talet, musikaler och artister som Monica Zetterlund, ABBA, Ted Gärdestad, Björn Ulvaeus och Benny Andersson. Plattan inleds med en ouvertyr och avslutas med en avslutning (epilog) likt musikaler. Anders Glenmark producerade Allt det vackra, Per Lindvall spelade trummor på låtarna och Ingrosso gör ett trumpetsolo med munnen på låten "Stockholm". Låtarna handlar om vemodig kärlek, livet. Ingrossos lilla jag, hans morföräldrar Hans Wahlgren och Christina Schollin och trygghet. Låten "Allt det vackra" skrevs tillsammans med morbror Niclas. Ingrosso berättade 2021 i en intervju med Göteborgsposten att låten "I min lägenhet" kom till genom att Ingrossos bästa vän spelade en discolåt varav Ingrosso började nynna på det som sen blev "I min lägenhet". 

## Låtlista
| Nr.         | Titel                                     | Låtskrivare | Producent                    | Längd |
| ----------- | ----------------------------------------- | --- | ---------------------------- | ----- |
| 1.          | "Ouvertyr"                                | - Wilhelm Börjesson - Mauro Scocco - Niclas Wahlgren - Benjamin Ingrosso - Barbro Lindgren - Aron Bergerwall - Britt Lindeborg - Hampus Lindvall - Roger Wallis - Tobias Bergerwall | Lindvall                     | 0:54  |
| 2.          | "Allt det vackra"                         | - Lindvall - Wahlgren - Ingrosso | - Lindvall - Anders Glenmark | 3:24  |
| 3.          | "Det stora röda huset" (feat Moonica Mac) | - Ingrosso - Lindvall - Brolander | Lindvall                     | 2:58  |
| 4.          | "I min lägenhet"                          | - Ingrosso - Lindvall | Lindvall                     | 3:40  |
| 5.          | "Stockholm"                               | - Gustav Jonsson - Ingrosso - Andreas Roos | - Jonsson - Ingrosso - Roos  | 3:08  |
| 6.          | "Judy min vän"                            | - Britt Lindeborg - Wallis | - Lindvall - Ingrosso        | 3:32  |
| 7.          | "En gång i tiden"                         | - Ingrosso - Robert Habolin | - Ingrosso - Habolin         | 3:33  |
| 8.          | "Avslutning"                              | Ingrosso | Johan Landqvist              | 1:20  |
| Totallängd: | Totallängd:                               | Totallängd: | Totallängd:                  | 22:29 |

## Fullängdsalbumet
En gång i tiden del 1 och del 2 släpptes tillsammans som ett album den 22 oktober 2021. På albumet fanns det fem nya låtar utöver de 16 låtar som redan fanns på En gång i tiden del 1 och del 2. Låten VHS, skriven av Ingrosso själv, artisten Cherrie och Pontus Persson släpptes som singel den 19 mars 2021 för Spotify Studio It´s Hits Recording. Låten som Ingrosso berättade i dokumentären Benjamin Ingrosso: En gång i tiden var inspirerad i melodin av Orups "Jag blir hellre jagad av vargar". Mauro Scoccos låt "Sarah" fanns i en ny version då Scocco varit en stor idol för Ingrosso. Låtarna Det stora röda huset, Stockholm och Allt det vackra fanns också med, men nu i versioner tillsammans där Kungliga Filharmonikerna medverkade. Dessa tre låtar plus låten Smile framförde Ingrosso på Kungliga Filharmonikernas digitala sommarhälsning och nationaldagskonsert Svenska toner i det blå. 
Albumet släpptes även på vinyl men utan dessa fem extra-låtar